# Павло Ґродзицький
Павло́ Ґродзи́цький з Ґродзіська гербу Лада (пол. Paweł Grodzicki; пом. 1645, Львів) — польський архітектор і військовий інженер.

## Біографія
Син шляхтича, коморного Луківської землі (лат. Terra Lucoviensis) Войцеха Ґродзицького. Його братом був Кшиштоф Ґродзицький, дрогобицький староста і кам'янецький каштелян. Вивчав у Голландії військову справу, артилерію[джерело?], інженерію та військову архітектуру (сюди був висланий навчатись Миколаєм Сенявським з Гранова) і Франції[джерело?]. Брав участь у війнах Речі Посполитої з московитами, турками, татарами і шведами, мав звання полковника. Брав участь у посольській місії князя Христофора Збаразького до турків у 1633 році.
1637 року Владислав IV Ваза призначив Павла Ґродзицького генералом коронної артилерії (за іншими даними, першим старшим артилерії (лат. praefectus artilleriae Regni)). Беручи приклад з голландців, прагнув стандартизувати калібри артилерії Речі Посполитої. 1633 року виконував огляд і обміри львівських валів. Збудував ряд військових споруд у Львові, зокрема Королівський арсенал та арсенал Сенявських, керував спорудженням Босацької фіртки в міському мурі у 1643—1645 роках. Спорудив також арсенали у Варшаві, Барі, Кракові та Мальборку, монастир оо. Францисканів у Межирічу Острозькому. За припущеннями деяких дослідників, займався реконструкцією Свірзького замку. Як живописець-аматор, ймовірно, був автором образів єзуїтського костелу в Познані. 18 березня 1634 року в таборі під Гордзювкою (пол. Hordziówka) король дозволив Миколаю Сенявському цесію села Батин (пол. Batyn), яке він посідав правом «доживоття», на користь Павла Ґродзицького.
Дружина — Уршуля з Кросновських, по його смерті її другим чоловіком став Миколай Беґановський, шлюб уклали 1646 року. Спільно з дружиною «тримав» Мостівське староство. Опікуном доньки став брат.
Помер 1645 року у Львові, був похований у каплиці Матері Божої Ченстоховської (каплиці Бучацьких) римо-католицької катедри Львова. Брат надав кошти для виготовлення пам'ятника.
Пам'ять про братів Ґродзицьких у Львові була увічнена в назві вулиці у 1871—1944 роках (нині вулиця Друкарська).

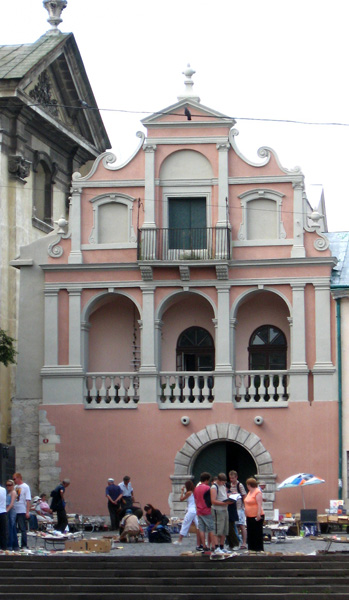
Королівський арсенал у Львові
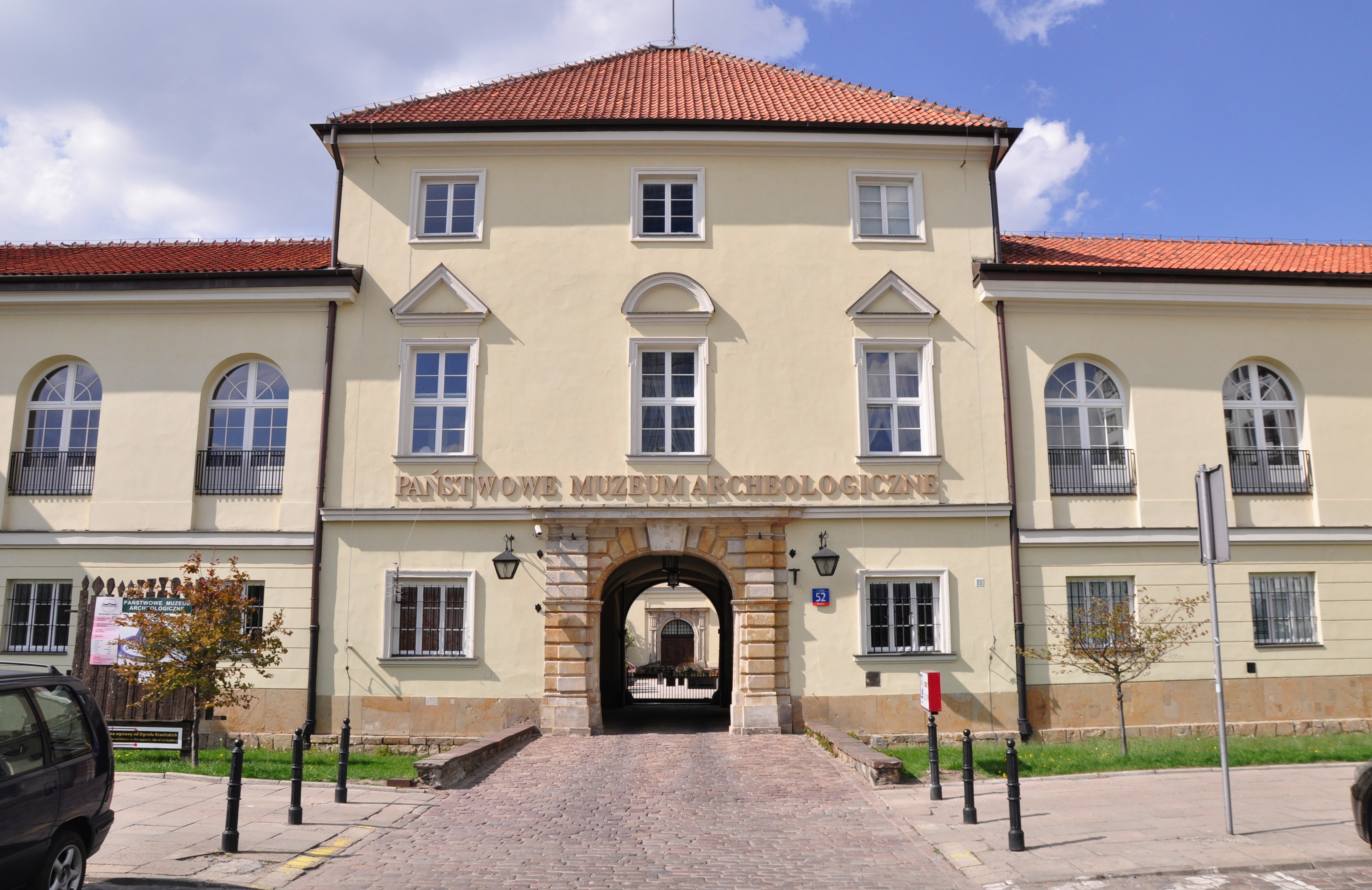
Арсенал у Варшаві
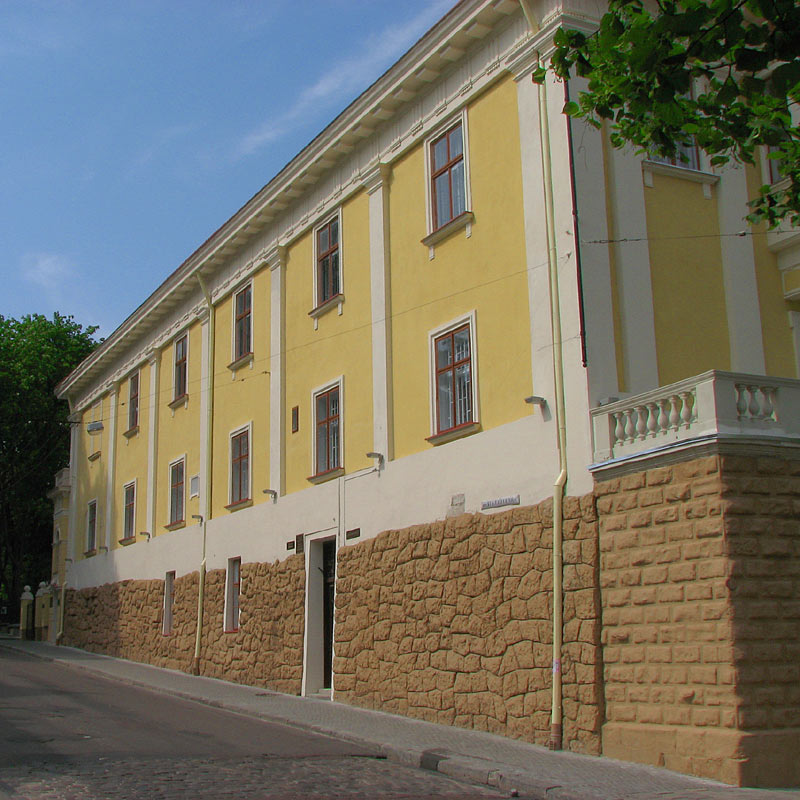
Арсенал Сенявських у Львові
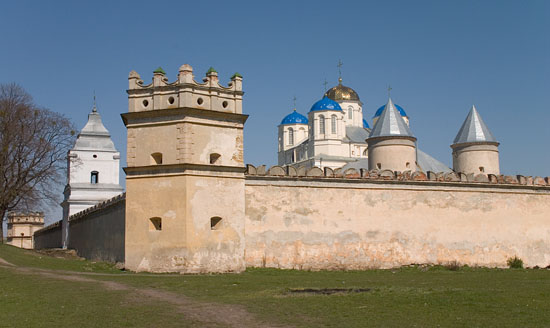
Межиріцький монастир